# 500 Miglia di Indianapolis 1951
La 500 Miglia di Indianapolis 1951 è stata la prima prova della stagione 1951 della American Championship car racing e inclusa come seconda prova nella stagione 1951 del campionato mondiale di Formula 1. La gara si è tenuta mercoledì 30 maggio sull'ovale dell'Indianapolis Motor Speedway ed è stata vinta dallo statunitense Lee Wallard su Kurtis Kraft-Offenhauser, al secondo successo in carriera nella American Championship car racing e al primo in Formula 1; Wallard ha preceduto all'arrivo i connazionali Mike Nazaruk e Jack McGrath e Manny Ayulo con guida condivisa su Kurtis Kraft-Offenhauser.
Con un tempo di 3h57'38"05, il Gran Premio fissa il record della gara più duratura senza interruzioni della storia della Formula 1.

## Vigilia

### Aspetti sportivi
La gara rappresenta il secondo appuntamento stagionale a distanza di tre giorni dalla disputa del Gran Premio di Svizzera, prima gara del campionato. Nonostante la corsa si svolga dopo quella a Bremgarten, le prime prove sull'Indianapolis Motor Speedway sono iniziate già il 12 maggio. Svolto in America, si tratta dell'unico evento del calendario mondiale che si disputa fuori dall'Europa.

## Qualifiche

### Risultati
Nella sessione di qualifica si è avuta questa situazione:
| Pos                                     | Nº | Pilota            | Costruttore              | Tempo   | Griglia |
| --------------------------------------- | -- | ----------------- | ------------------------ | ------- | ------- |
| 1                                       | 18 | Duke Nalon        | Kurtis Kraft-Novi        | 4'23"74 | 1       |
| 2                                       | 99 | Lee Wallard       | Kurtis Kraft-Offenhauser | 4'26"59 | 2       |
| 3                                       | 9  | Jack McGrath      | Kurtis Kraft-Offenhauser | 4'28"05 | 3       |
| 4                                       | 27 | Duane Carter      | Deidt-Offenhauser        | 4'29"16 | 4       |
| 5                                       | 16 | Mauri Rose        | Deidt-Offenhauser        | 4'29"82 | 5       |
| 6                                       | 98 | Troy Ruttman      | Kurtis Kraft-Offenhauser | 4'32"08 | 6       |
| 7                                       | 83 | Mike Nazaruk      | Kurtis Kraft-Offenhauser | 4'32"35 | 7       |
| 8                                       | 3  | Johnnie Parsons   | Kurtis Kraft-Offenhauser | 4'32"41 | 8       |
| 9                                       | 5  | Tony Bettenhausen | Deidt-Offenhauser        | 4'32"83 | 9       |
| 10                                      | 4  | Cecil Green       | Kurtis Kraft-Offenhauser | 4'32"92 | 10      |
| 11                                      | 59 | Fred Agabashian   | Kurtis Kraft-Offenhauser | 4'36"61 | 11      |
| 12                                      | 25 | Sam Hanks         | Kurtis Kraft-Offenhauser | 4'30"68 | 12      |
| 13                                      | 44 | Walt Brown        | Kurtis Kraft-Offenhauser | 4'32"92 | 13      |
| 14                                      | 2  | Walt Faulkner     | Kuzma-Offenhauser        | 4'23"02 | 14      |
| 15                                      | 73 | Carl Scarborough  | Kurtis Kraft-Offenhauser | 4'25"46 | 15      |
| 16                                      | 10 | Bill Schindler    | Kurtis Kraft-Offenhauser | 4'28"59 | 16      |
| 17                                      | 1  | Henry Banks       | Moore-Offenhauser        | 4'28"86 | 17      |
| 18                                      | 23 | Cliff Griffith    | Kurtis Kraft-Offenhauser | 4'28"98 | 18      |
| 19                                      | 8  | Chuck Stevenson   | Marchese-Offenhauser     | 4'29"13 | 19      |
| 20                                      | 81 | Bill Vukovich     | Trevis-Offenhauser       | 4'29"21 | 20      |
| 21                                      | 22 | George Connor     | Lesovsky-Offenhauser     | 4'29"96 | 21      |
| 22                                      | 69 | Gene Force        | Kurtis Kraft-Offenhauser | 4'30"47 | 22      |
| 23                                      | 19 | Mack Hellings     | Deidt-Offenhauser        | 4'30"83 | 23      |
| 24                                      | 68 | Carl Forberg      | Kurtis Kraft-Offenhauser | 4'30"90 | 24      |
| 25                                      | 48 | Rodger Ward       | Bromme-Offenhauser       | 4'26"93 | 25      |
| 26                                      | 12 | Johnny McDowell   | Maserati-Offenhauser     | 4'31"75 | 26      |
| 27                                      | 76 | Jimmy Davies      | Pawl-Offenhauser         | 4'29"63 | 27      |
| 28                                      | 32 | Chet Miller       | Kurtis Kraft-Novi        | 4'25"10 | 28      |
| 29                                      | 52 | Bobby Ball        | Schroeder-Offenhauser    | 4'28"46 | 29      |
| 30                                      | 26 | Joe James         | Watson-Offenhauser       | 4'28"82 | 30      |
| 31                                      | 57 | Andy Linden       | Sherman-Offenhauser      | 4'32"26 | 31      |
| 32                                      | 6  | Duke Dinsmore     | Schroeder-Offenhauser    | 4'32"78 | 32      |
| 33                                      | 71 | Bill Mackey       | Hall-Offenhauser         | 4'33"82 | 33      |
| Griglia di partenza limitata a 33 posti |    |                   |                          |         |         |
| NQ                                      | 7  | Paul Russo        | Nichels-Offenhauser      |         | –       |
| NQ                                      | 14 | Jerry Hoyt        | Ewing-Offenhauser        |         | –       |
| NQ                                      | 24 | Jackie Holmes     | Adams-Offenhauser        |         | –       |
| NQ                                      | 29 | George Fonder     | Deidt-Sparks             |         | –       |
| NQ                                      | 31 | Manny Ayulo       | Lesovsky-Offenhauser     |         | –       |
| NQ                                      | 33 | Jimmy Daywalt     | Meyer-Novi               |         | –       |
| NQ                                      | 34 | Johnnie Tolan     | Kurtis Kraft-Offenhauser |         | –       |
| NQ                                      | 35 | Frank Armi        | Bardazon-Offenhauser     |         | –       |
| NQ                                      | 36 | George Lynch      | Rassey-Offenhauser       |         | –       |
| NQ                                      | 37 | Bob Sweikert      | Kurtis Kraft-Offenhauser |         | –       |
| NQ                                      | 41 | Mike Salay        | Szalai-Offenhauser       |         | –       |
| NQ                                      | 42 | Bill Boyd         | Gdula-Offenhauser        |         | –       |
| NQ                                      | 45 | Jackie Holmes     | Adams-Offenhauser        |         | –       |
| NQ                                      | 46 | Bayliss Levrett   | Silnes-Offenhauser       |         | –       |
| NQ                                      | 49 | Joe Barzda        | Maserati-Offenhauser     |         | –       |
| NQ                                      | 51 | Bud Sennett       | Maserati                 |         | –       |
| NQ                                      | 53 | George Fonder     | Schroeder-Offenhauser    |         | –       |
| NQ                                      | 58 | Frank Armi        | Scopa-Offenhauser        |         | –       |
| NQ                                      | 63 | George Fonder     | Schroeder-Offenhauser    |         | –       |
| NQ                                      | 64 | Frank Armi        | Kurtis Kraft-Duray       |         | –       |
| NQ                                      | 66 | Kenny Eaton       | Stevens-Offenhauser      |         | –       |
| NQ                                      | 67 | Gordon Reid       | Silnes-Chevrolet         |         | –       |
| NQ                                      | 72 | Jimmy Bryan       | Lesovsky-Offenhauser     |         | –       |
| NQ                                      | 75 | Leroy Warriner    | Kurtis Kraft-Offenhauser |         | –       |
| NQ                                      | 77 | Doc Shanebrook    | Stevens-Offenhauser      |         | –       |
| NQ                                      | 78 | Ray Knepper       | Silnes-Offenhauser       |         | –       |

## Gara

### Resoconto

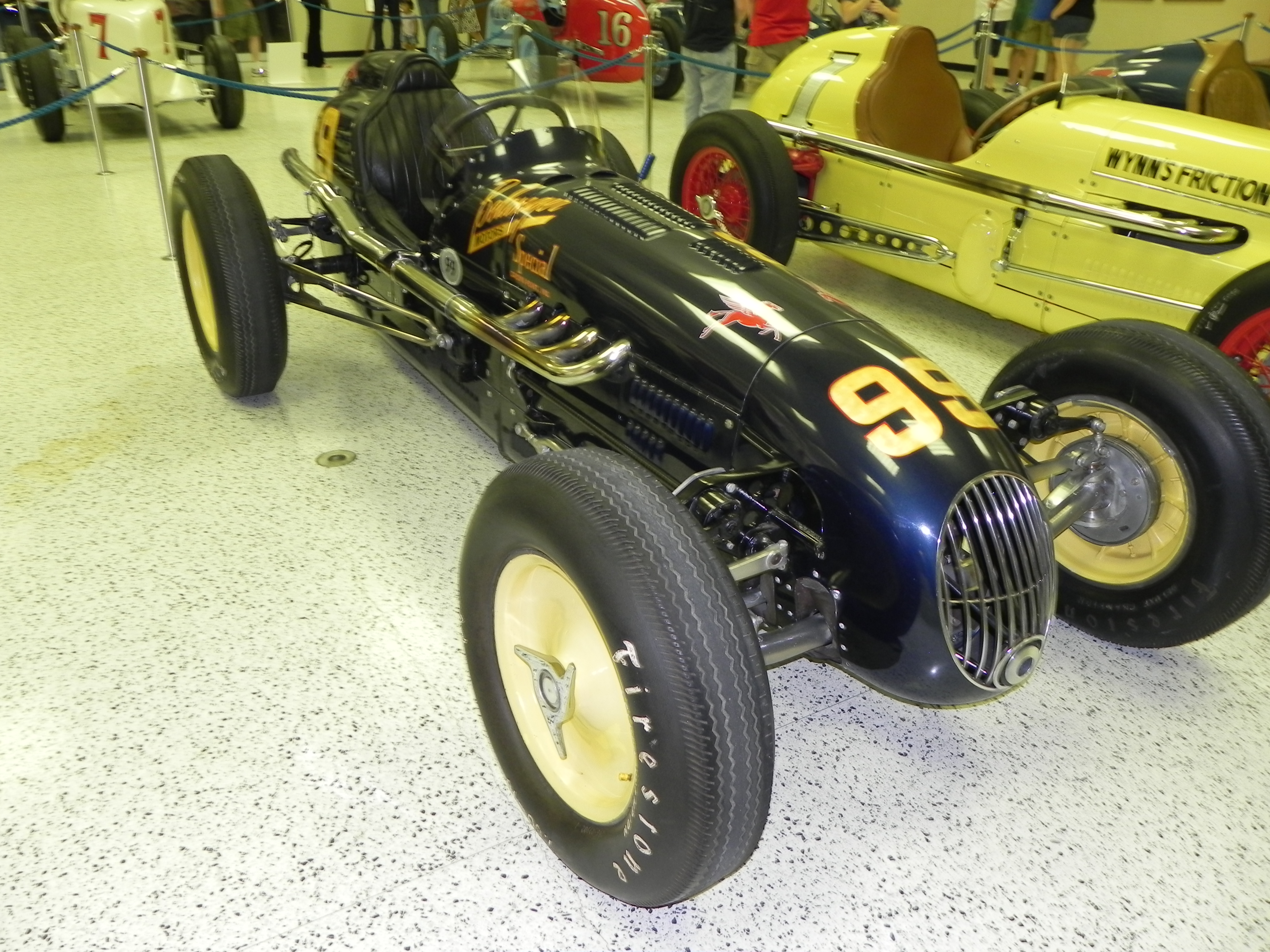
La vettura vincitrice

Lee Wallard vince la sua unica 500 Miglia di Indianapolis alla quarta partecipazione. Egli ha terminato la gara con un'auto pesantemente danneggiata, in quanto negli ultimi giri ha sofferto la rottura dei freni, degli ammortizzatori e del tubo di scarico. Il già vincitore della Indy 500 Mauri Rose ha avuto un incidente al 126º giro, il quale ha posto la fine alla sua carriera. Wallard sale temporaneamente in testa alla classifica del mondiale di Formula 1 a pari punti con Juan Manuel Fangio.

### Risultati
I risultati del Gran Premio sono i seguenti:
| Pos | Nº | Pilota                   | Costruttore              | Giri | Tempo/Ritiro       | Griglia | Punti |
| --- | -- | ------------------------ | ------------------------ | ---- | ------------------ | ------- | ----- |
| 1   | 99 | Lee Wallard              | Kurtis Kraft-Offenhauser | 200  | 3h57'38"05         | 2       | 9     |
| 2   | 83 | Mike Nazaruk             | Kurtis Kraft-Offenhauser | 200  | +1'47"24           | 7       | 6     |
| 3   | 9  | Jack McGrath Manny Ayulo | Kurtis Kraft-Offenhauser | 200  | +2'51"39           | 3       | 2     |
| 4   | 57 | Andy Linden              | Sherman-Offenhauser      | 200  | +4'40"12           | 31      | 3     |
| 5   | 52 | Bobby Ball               | Schroeder-Offenhauser    | 200  | +4'52"23           | 29      | 2     |
| 6   | 1  | Henry Banks              | Moore-Offenhauser        | 200  | +5'40"02           | 17      |       |
| 7   | 68 | Carl Forberg             | Kurtis Kraft-Offenhauser | 193  | +7 giri            | 24      |       |
| 8   | 27 | Duane Carter             | Deidt-Offenhauser        | 180  | +20 giri           | 4       |       |
| 9   | 5  | Tony Bettenhausen        | Deidt-Offenhauser        | 178  | Testacoda          | 9       |       |
| 10  | 18 | Duke Nalon               | Kurtis Kraft-Novi        | 151  | Motore             | 1       |       |
| 11  | 69 | Gene Force               | Kurtis Kraft-Offenhauser | 142  | Motore             | 22      |       |
| 12  | 25 | Sam Hanks                | Kurtis Kraft-Offenhauser | 135  | Motore             | 12      |       |
| 13  | 10 | Bill Schindler           | Kurtis Kraft-Offenhauser | 129  | Motore             | 16      |       |
| 14  | 16 | Mauri Rose               | Deidt-Offenhauser        | 126  | Incidente          | 5       |       |
| 15  | 2  | Walt Faulkner            | Kuzma-Offenhauser        | 123  | Motore             | 14      |       |
| 16  | 76 | Jimmy Davies             | Pawl-Offenhauser         | 110  | Asse               | 27      |       |
| 17  | 59 | Fred Agabashian          | Kurtis Kraft-Offenhauser | 109  | Frizione           | 11      |       |
| 18  | 73 | Carl Scarborough         | Kurtis Kraft-Offenhauser | 93   | Incendio           | 15      |       |
| 19  | 71 | Bill Mackey              | Hall-Offenhauser         | 97   | Frizione           | 33      |       |
| 20  | 8  | Chuck Stevenson          | Marchese-Offenhauser     | 93   | Incendio           | 19      |       |
| 21  | 3  | Johnnie Parsons          | Kurtis Kraft-Offenhauser | 87   | Magneto            | 8       |       |
| 22  | 4  | Cecil Green              | Kurtis Kraft-Offenhauser | 80   | Motore             | 10      |       |
| 23  | 98 | Troy Ruttman             | Kurtis Kraft-Offenhauser | 78   | Motore             | 6       |       |
| 24  | 6  | Duke Dinsmore            | Schroeder-Offenhauser    | 73   | Surriscaldamento   | 32      |       |
| 25  | 32 | Chet Miller              | Kurtis Kraft-Novi        | 56   | Iniezione          | 28      |       |
| 26  | 44 | Walt Brown               | Kurtis Kraft-Offenhauser | 55   | Magneto            | 13      |       |
| 27  | 48 | Rodger Ward              | Bromme-Offenhauser       | 34   | Tubo dell'olio     | 25      |       |
| 28  | 23 | Cliff Griffith           | Kurtis Kraft-Offenhauser | 30   | Asse               | 18      |       |
| 29  | 81 | Bill Vukovich            | Trevis-Offenhauser       | 29   | Perdita d'olio     | 20      |       |
| 30  | 22 | George Connor            | Lesovsky-Offenhauser     | 29   | Trasmissione       | 21      |       |
| 31  | 19 | Mack Hellings            | Deidt-Offenhauser        | 18   | Motore             | 23      |       |
| 32  | 12 | Johnny McDowell          | Maserati-Offenhauser     | 15   | Perdita di benzina | 26      |       |
| 33  | 26 | Joe James                | Watson-Offenhauser       | 8    | Trasmissione       | 30      |       |

Lee Wallard riceve un punto addizionale per aver segnato il giro più veloce della gara.

## Classifica mondiale
| Pos | Pilota               | Punti |
| --- | -------------------- | ----- |
| 1   | Juan Manuel Fangio   | 9     |
| =   | Lee Wallard          | 9     |
| 3   | Piero Taruffi        | 6     |
| =   | Mike Nazaruk         | 6     |
| 5   | Nino Farina          | 4     |
| 6   | Consalvo Sanesi      | 3     |
| =   | Andy Linden          | 3     |
| 8   | Manny Ayulo          | 2     |
| =   | Jack McGrath         | 2     |
| =   | Toulo de Graffenried | 2     |
| =   | Bobby Ball           | 2     |